# Spider-Man: Lotus
Spider-Man: Lotus é um filme feito por fãs de super-herói norte-americano de 2023, baseado no personagem Homem-Aranha, de Stan Lee e Steve Ditko, da Marvel Comics. Foi produzido, dirigido e co-escrito por Gavin J. Konop. O filme é estrelado por Warden Wayne como Peter Parker / Homem-Aranha, Sean Thomas Reid como Harry Osborn e Moriah Brooklyn como Mary Jane Watson.
O filme não está associado à Marvel Studios nem à Sony Pictures e foi financiado inteiramente por fãs por meio de uma campanha no Indiegogo. Seu trailer foi tendência no Twitter e no YouTube, o que ajudou a ganhar exposição para o filme. O filme começou a receber atenção da mídia em junho de 2022, depois que mensagens vazaram online nas quais Konop e Wayne usaram linguagem discriminatória, iniciando uma polêmica amplamente coberta por veículos de notícias. Após seu lançamento, Lotus recebeu críticas ligeiramente negativas por seu roteiro, ritmo, tempo de execução e desempenho de Wayne como Homem-Aranha. Alguns elogios foram direcionados às sequências de CGI no filme, bem como ao desempenho de Sean Thomas Reid como Harry Osborn.
O filme é inspirado em alguns arcos de histórias do Homem-Aranha, como Azul, O Garoto Que Colecionava Homem-Aranha e A Noite em que Gwen Stacy Morreu.

## Elenco
- Warden Wayne como Peter Parker / Homem-Aranha
  - Landon Konop como o jovem Peter Parker
- Sean Thomas Reid como Harry Osborn
- Moriah Brooklyn como Mary Jane Watson
- Tuyen Powell como Gwen Stacy
- Maxwell Fox-Andrews como Tim Harrison
- John Salandria como Norman Osborn / Duende Verde[5]
- Jack Wooten como Flash Thompson
- Mariah Fox como Sra. Harrison
- Justin Hargrove como Herman Schultz / Shocker
- Paul Logan como Dennis Carradine